# Републички геодетски завод
Републички геодетски завод (РГЗ) је посебна организација Републике Србије која врши стручне послове и послове државне управе који се односе на државни премер, катастар непокретности, катастар водова, основне геодетске радове, адресни регистар, топографско-картографску делатност, процену вредности непокретности, геодетско-катастарски информациони систем и Националну инфраструктуру геопросторних података и геодетске радове у инжењерско-техничким областима, као и послове из области геомагнетизма и аерономије.
Послове из свог делокруга, Републички геодетски завод обавља у седишту и ван седишта. Седиште Завода је у Београду.

## Историја
Доношењем Закона о државном премеру и катастру и уписима права о непокретностима ("Службени гласник РС", бр.83/92) који је ступио на снагу 20.11.1992.год. Републички геодетски завод (РГЗ), као правни следбеник Републичке геодетске управе, преузео је све општинске геодетске управе, геодетску управу града Београда и покрајинске геодетске управе, па се 1992. година може сматрати као година када је РГЗ почео са радом са данашњим обликом унутрашњег уређења.
Ради превазилажења уочених недостатака у примени тада важећег Закона из 1992. године и постављања савременог правног оквира у коме ће бити усаглашена одређена нормативна и техничка решења са европским стандардима и директивама, донет је нови Закон о државном премеру и катастру у септембру 2009. године. Овим законом је, по први пут, уређена област масовне процене вредности непокретности, уписа стварних права на водовима, картографско-топографске делатности, оснивања Националне инфраструктуре геопросторних података (НИГП), премера и вођења државне границе и инспекцијског надзора над радом геодетских организација.
Законом о државном премеру и катастру из 2009. године РГЗ је преузео Привредно друштво за картографију "Геокарта" д.о.о. из Београда, а Законом о министарствима, 2011. године преузео је Републички геомагнетски завод, као и њихове надлежности.

## Надлежности
Делокруг Завода су геодетски радови и послови државне управе који се односе на:
- основне геодетске радове;
- катастарски и комасациони премер;
- оснивање, обнову и одржавање катастра непокретности;
- премер водова, оснивање и одржавање катастра водова;
- стручни надзор над геодетским радовима;
- издавање и одузимање лиценце за рад геодетске организације;
- издавање и одузимање геодетске лиценце;
- издавање и одузимање овлашћења за снимање из ваздушног простора територије Републике Србије за потребе државног премера;
- адресни регистар;
- одржавање регистра просторних јединица;
- премер државне границе и вођење регистра државне границе;
- катастарско класирање и бонитирање земљишта;
- обрачун катастарског прихода;
- процену и вођење вредности непокретности;
- даљинску детекцију, топографски премер и топографско-картографску делатност;
- издавање картографских и других публикација и давање сагласности за издавање картографских публикација;
- вођење евиденције о географским именима и предлагање Влади чланова Комисије за стандардизацију географских имена;
- оснивање, одржавање и располагање геодетско-катастарским информационим системом;
- вођење архива документације државног премера, катастра непокретности, катастра водова и топографско-картографске делатности;
- учешће у оснивању и одржавању Националне инфраструктуре геопросторних података;
- инспекцијски надзор над радом геодетске организације;
- оверу геодетских подлога у инжењерско-техничким областима;
- пружање услуга из делокруга Завода у оквиру међународне сарадње.

У управним пословима државног премера, оснивања и обнове катастра непокретности, оснивања катастра водова, као и њиховог одржавања, у првом степену решава ужа унутрашња јединица Завода образована за територију општине, града, односно градске општине-служба за катастар непокретности, док у другом степену решава Завод.

## Организација
Републички геодетски завод има следеће основне унутрашње јединице:
- Сектор за геодетске радове
- Сектор за стручни и инспекцијски надзор
- Сектор за катастар непокретности
- Сектор за топографију и картографију
- Сектор за информатику и комуникације
- Сектор за правне послове

Уже унутрашње јединице изван сектора су:
- Одељење за финансије и контролу
- Јединица за интерну ревизију

У Сектору за катастар непокретности образоване су уже унутрашње јединице ван седишта Завода — Службе за катастар непокретности, у градовима и општинама.

### Сектор за геодетске радове
У Сектору се обављају послови:
- пројектовања, реализације и одржавања просторних, хоризонталних, вертикалних, гравиметријских и астрономских референтних мрежа Републике Србије, тригонометријске мреже, мреже нивелмана високе тачности, астрономске и гравиметријске мреже;
- одређивања параметара и грида резидуала за усвојени модел трансформације;
- дефинисања процедура и поступака за трансформацију премера у нови координатни систем;
- пројектовања и унутрашње контроле над реализацијом имплементације новог координатног система, мреже перманентних станица глобалних навигационих сателитских система (ГНСС), регионалног и локалног гравиметријског премера;
- одређивања геоида, дигиталног модела рељефа за потребе основних геодетских радова;
- израде и одржавања информационог система о основним геодетским радовима као подсистема геодетског информационог система;
- повезивања државних референтних мрежа и мрежа перманентних станица са мрежама суседних земаља;
- извршавања обавеза Републике Србије које проистичу из међудржавних споразума о границама и конвенција о обнављању;
- обележавања и одржавања граничне линије и граничних ознака на државним границама;
- пројектовања и реализације геодетске основе за државни премер;
- опсерваторијских испитивања варијација геомагнетског, геоелектричног и електромагнетског поља Земље и електромагнетског испитивања на теренским станицама;
- пројектовања мреже електромагнетских станица и профила електромагнетских сондирања;
- 8израде геомагнетских карата државног премера и других публикација;
- размене опсерваторијских и теренских података са међународним институцијама и учешћа на развојним пројектима;
- учешћа у међународним и донаторским пројектима и др.

Организационе јединице сектора:
1. Одељење за референтне системе и референтне мреже

Одсек за референтне геодетске мреже;
Група за имплементацију координатних система.
1. Одељење за референтне површи и мреже ГНСС станица

Одсек за референтне површи;
Група за перманентне ГНСС станице.
1. Одељење за оперативне послове државног премера

Одсек за оперативне послове;
Одсек за катастарско класирање, бонитирање и комасациону процену земљишта;
Група за премер и вођење регистра државне границе.
1. Одељење за геомагнетизам и аерономију

Одсек за геомагнетски премер;
Геомагнетска опсерваторија Гроцка (ГЦК), која се уподобљава групи;
Опсерваторија за гео-електромагнетизам и аерономију, која се уподобљава групи.

### Сектор за стручни и инспекцијски надзор
У Сектору се обављају послови:
- стручног надзора, прегледа и пријема геодетских радова на пројектовању, реализацији и одржавању тачака државног референтног система, односно референтних мрежа, нивелманских мрежа и геодетске основе за снимање детаља;
- прикупљању и обради података за потребе катастарског и комасационог премера, премера водова, топографског премера и премера државне границе;
- стручног надзора над израдом геодетских подлога за потребе разних врста пројеката у инжењерској геодезији;
- стручног надзора над оснивањем и обновом катастра непокретности и оснивањем катастра водова;
- надзора над одржавањем катастра непокретности и водова;
- надзора над формирањем, одржавањем, дистрибуцијом и заштитом база података катастра непокретности и катастра водова;
- прикупљања техничке документације и припреме одлука о промени граница катастарских општина;
- техничке контроле главних пројеката;
- контроле вођења регистра државне границе;
- давања стручних мишљења у поступку издавања геодетских лиценци и лиценци за рад геодетских организација;
- давања стручних мишљења у поступку издавања овлашћења за снимање из ваздушног простора територије Републике Србије за потребе државног премера;
- вођења регистра геодетских лиценци и лиценци за рад геодетских организација;
- израде решења о издавању и одузимању овлашћења за снимање из ваздушног простора територије Републике Србије за потребе државног премера;
- давања стручне помоћи ужим унутрашњим јединицама Завода у поступку одржавања и обнове катастра непокретности и оснивања и одржавања катастра водова;
- инспекцијског надзора над радом геодетске организације; остваривање потребних контаката са релевантним међународним организацијама и институцијама других држава у циљу размене професионалних, стручних знања и искустава;
- праћење реализације донаторских и кредитних пројеката;
- прикупљања и обраде података о трансакцијама, успостављања и вођења регистра тржишних цена непокретности, спровођења масовне и генералне процене вредности непокретности, *анализе тржишта, зонирања и анализе добијених процењених вредности непокретности;
- вођења евиденције и чувања техничке документације премера, планова, карата и збирке исправа у аналогном и дигиталном облику;
- конверзије аналогне документације Завода у растерски облик системом дигиталног архива (ДА);
- одржавања централне базе ДА и дистрибуције локалних база Службама;
- директне пословне комуникације и сарадње са Службама за катастар непокретности у областима из делокруга Сектора;
- учешћа у реализацији међународних и донаторских пројеката;
- учешћа у припреми стручних основа за израду нацрта закона и предлога подзаконских аката из делокруга Сектора.

Организационе јединице сектора:
1. Одељење стручног надзора
2. Одсек масовне процене вредности непокретности
3. Одсек за инспекцијске и послове међународне сарадње
4. Одељење архива[6]

### Сектор за катастар непокретности
У Сектору се обављају послови:
- одржавања државног премера;
- оснивања и одржавања катастра непокретности и катастра водова;
- обнове катастра непокретности;
- уписа права, терета и ограничења на непокретностима;
- одржавања катастра земљишта;
- одржавања адресног регистра;
- израде пројектне документације за геодетске радове у области катастарског и комасационог премера, оснивања и обнове катастра непокретности, премера водова и оснивања катастра водова;
- издавања копија катастарских планова и планова водова, преписа, извода и уверења из елабората премера и база података катастра непокретности;
- припреме, контроле и издавања података премера и његовог одржавања геодетским организацијама;
- контроле, прегледа и пријема радова које обављају геодетске организације;
- планирања, праћења и унутрашње контролу над радом Служби за катастар непокретности;
- учешћа у реализацији међународних и донаторских пројеката и др.

Организационе јединице сектора:
1. Одељење за пројектовање и планирање
2. Одељење за израду ДКП-а
3. Центар за катастар непокретности Београд
4. Службе за катастар непокретности.[7]

### Сектор за топографију и картографију
У Сектору се обављају послови:
- израде техничке документације за извођење топографског премера, припреме и планирања периодичног снимања територије Републике Србије из ваздуха;
- вођења регистра аерофотограметријских и сателитских снимака;
- израде дигиталног ортофотоа;
- вођења регистра израђених и оверених ортофотоа;
- израде и ажурирања висинских модела;
- вођења регистра израђених висинских модела;
- прикупљања података и вођења регистра географских имена;
- припреме и израде картографског кључа за основну државну карту и ортофото карту;
- израде основне државне карте, ортофото карте, тематских карата и других картографских публикација;
- прикупљања и одржавања основног топографског модела и топографско-картографске базе података;
- поступање по захтевима за издавање сагласности за издавање картографских публикација;
- обезбеђивања, анализе, обраде и дистрибуције сателитских снимака и ортофотоа израђеног на бази сателитских снимака;
- картографске обраде и израде наставних средстава;
- уредништва и издаваштва;
- штампе картографских и других производа;
- учешћа у реализацији међународних и донаторских пројеката и др.

Организационе јединице сектора:
1. Одељење за топографију
2. Одељење за картографију[8]

### Сектор за информатику и комуникације
У Сектору се обављају послови:
- развоја, пројектовања и реализације информационо-комуникационих технологија (ИКТ) за потребе Завода;
- управљања, развоја и одржавања архитектуре и структуре података из надлежности Завода;
- учешћа у пројектовању информационих система (ИС) за потребе Завода;
- имплементације савремених ИКТ за администрацију података, развој и одржавање информационих система;
- одржавања информационог система катастра непокретности;
- генерисања и дистрибуције извештаја по захтеву корисника из база података катастра непокретности;
- управљања и развоја Националне инфраструктуре геопросторних података (НИГП);
- развоја и управљања националним геопорталом;
- управљања и одржавања рачунарске мреже Завода и повезивање са другим органима државне управе ради реализације пројекта е-управе;
- одржавања WЕБ стране Завода;
- развоја и одржавања WЕБ апликација и сервиса Завода;
- учешћа у реализацији међународних и донаторских пројеката и др.

Организационе јединице сектора:
1. Одељење за информатичку подршку
2. Одељење за геодетски информациони систем
3. Одељење за националну инфраструктуру геопросторних података[9]

### Сектор за правне послове
У Сектору се обављају послови:
- управљања људским ресурсима за потребе Завода;
- радно-правни;
- персонални;
- имовинско-правни;
- израде поднесака у судским и осталим поступцима;
- израде нацрта закона и подзаконских аката из делокруга Завода;
- припремања стручних мишљења и давања објашњења о примени закона и подзаконских аката из делокруга Завод;
- припремања материјала за Владу у областима из делокруга Завода;
- давања информација физичким и правним лицима у вези са уписом непокретности и стварних права на непокретностима;
- поступања по захтевима за слободан приступ информацијама од јавног значаја из делокруга Завода и припремања одговора на наводе из жалби изјављених Поверенику за информације од јавног значаја и заштиту података о личности;
- јавне набавке добара, услуга и радова за потребе Завода;
- дистрибуције и промоције картографских публикација Завода;
- пријема, завођења, развођења и експедиције поште;
- народне одбране, безбедности и здравља на раду и противпожарне заштите;
- одржавања објеката и возног парка Завода;
- учешће у реализацији међународних и донаторских пројеката и др.

Организационе јединице сектора:
1. Одељење за правне и опште послове
2. Одељење за нормативно-правне послове
3. Одељење надзора над управним пословима
4. Одељење за јавне набавке[10]

## Катастар непокретности
Услуге које Завод пружа су:
- утврђивање и провођење промена на непокретностима: преношење на терен грађевинске парцеле, деоба парцеле, геодетско снимање објекта, утврђивање кућног броја, упис стварних права на непокретностима, упис забележби
- утврђивање и провођење промена на водовима,
- обнова геодетске основе,
- обнова границе парцеле,
- идентификација парцеле,
- издавање и одузимање лиценце за рад геодетске организације
- издавање и одузимање геодетске лиценце,
- издавање и одузимање овлашћења за снимање из ваздушног простора територије Републике Србије за потребе државног премера,
- обрачун катастарског прихода,
- давање сагласности за издавање картографских публикација,
- оверу геодетских подлога у инжењерско-техничким областима,
- издавање преписа поседовног листа (из катастра земљишта),
- издавање преписа или извода из листа непокретности (из катастра непокретности),
- издавање копије плана катастарске парцеле,
- издавање копије геодетских планова и карата у аналогном и дигиталном облику,
- издавање уверења о подацима уписаним у катастар земљишта, односно катастар непокретности,
- пружање услуга из делокруга Завода у оквиру међународне сарадње.[11]

## Национална инфраструктура геопросторних података– НИГП, (енг.)
Републички геодетски завод је државни орган који је, између осталог, овлашћен и одговоран за евидентирање и ажурирање података о непокретностима и уписа права над њима. Подаци су доступни свима и свако може да изврши увид у уписане податке.
Национална инфраструктура геопросторних података представља стратегију, технологију, правила, стандарде и људске ресурсе који су потребни за прикупљање, обраду, чување, приступ, размену и оптимално коришћење геопросторних података Републике Србије.
Национална инфраструктура геопросторних података – НИГП представља интегрисани систем геопросторних података, који омогућава корисницима да идентификују и приступе просторним информацијама добијеним из различитих извора, од локалног, преко националног до глобалног нивоа, на свеобухватан начин.
Сврха иницијалног геопортала је да омогући приступ сервисима претраживања и прегледа за одређени број метаподатака, сетова просторних података и сервиса путем Интернета за професионалне кориснике, као и за широку јавност.

## Активна геодетска референтна основа Србије(АГРОС)
РГЗ је од 2005. године пустио у рад за комерцијалне потребе мрежу перманентних ГНСС станица – АГРОС, чији рад одржава контролни центар за аквизицију података. Контролни центар АГРОС је један од 17 локалних аналитичких LAC центара (EUREF Local Analysis Centres) за анализу Европске мреже перманентних ГНСС станица (EUREF Permanent Network). Такође, у контролном центру се врши и дневна обрада података ГНСС мрежа Републике Македоније и Републике Црне Горе.
Активна геодетска референтна основа Србије (АГРОС), подразумева перманентни сервис прецизног сателитског позиционирања на територији Републике Србије.
Успостављањем АГРОС остварен је неопходан услов за превазилажење проблема који се односе на референтне геодетске основе у Републици Србији и створени су услови који омогућавају:
- Реализацију и одржавање геодетског референтног оквира Републике Србије,
- Реализацију, контролу квалитета и унификацију датума геодетске основе државног премера,
- Позиционирање детаљних тачака државног премера при изради и одржавању катастра непокретности,
- Позиционирање за потребе израде свих врста топографско-картографских подлога,
- Реализација геодетских контролних мрежа као и друге врсте позиционирања при пројектовању, изградњи и експлоатацији грађевинских и других врста инжењерско-техничких радова,
- Прецизно праћење возила јавних служби и привредних објеката,
- Праћење и изучавање геодинамичких феномена,
- Дистрибуција тачног мерења.

АГРОС, сагласно пројекту, састоји се из:
- ГПС сегмента, којег чине 32 перманентне станице,
- Комуникационог сегмента и
- Корисничког сегмента.[15]

## Масовна процена вредности непокретности
Републички геодетски завод је на основу Закона о државном премеру и катастру ("Службени гласник РС", бр. 72/09, 18/10 и 65/13) отпочео радове на изградњи система масовне процене вредности непокретности 01.01.2011. године. Тада је оформљено одељење масовне процене вредности непокретности које је истраживачки рад преточило у оперативне акције. Од тада је развијен први подсистем система масовне процене који обавља прикупљање података са тржишта. То је IT систем који подржава Евиденцију тржишних цена непокретности (дефинисану чланом 152. Закона о државном премеру и катастру).
У Службеном гласнику Републике Србије број 113/2014 од 22.октобра 2014. године објављен је Правилник о процени вредности непокретности који ближе уређује поступак, начин и методологију за процену непокретности поступцима и методама масовне процене вредности непокретности.

## ISO стандардизација у РГЗ-у
Републички геодетски завод је у децембру 2023. године успешно испунио захтеве међународних стандарда (ISO 9001, ISO/IEC 27001, ISO/IEC 27701) и стекао сертификате, чиме је потврђена опредељеност  за примену, одржавање и стално унапређење пословног система у односу на захтеве стандарда, са основним циљем да се у континуитету испуњавају захтеви заинтересованих страна.

### ISO 9001
Систем менаџмента квалитетом је међународни стандард који садржи захтеве за систем управљања квалитетом у пословној организацији које организација мора испунити да би ускладила своје пословање са међународно признатим нормама. Овај стандард показује да је РГЗ поставио високе критеријуме у пружању услуга, елиминисао недостатке и успоставио систем континуираног побољшавања.

### ISO/IEC 27001
Међународни стандард за управљање безбедношћу информација је намењен помоћи организацијама у развијању, имплементацији, одржавању и унапређењу система управљања безбедношћу информација. Сертификација за овај стандард јасно показује посвећеност РГЗ-а заштити пословних информација и информација свих корисника. Овај стандард елиминише стереотип о застарелом раду и показује фокус РГЗ-а на потпуној дигитализацији, примени најновијих технологија и приступу информацијама са највишим степеном безбедности.

### ISO/IEC 27701
Међународни стандард који утврђује захтеве и пружа упутство за успостављање, примену, одржавање и континуално побољшавање система за менаџмент информацијама о приватности. Овај стандард потврђује изузетну пажњу РГЗ-а према заштити приватности свих грађана Србије и осигурава да лични подаци буду адекватно заштићени.

## Чланство у међународним асоцијацијама и удружењима

### 
Републички геодетски завод представља Републику Србију У EuroGeographics организацији од октобра 2004. године. EuroGeographics је непрофитна организација основана 2001. године, као асоцијација европских националних установа одговорних за катастар, регистрацију земљишта и картографију.
Кроз учешће у реализацији EuroGeographics пројеката, РГЗ је дао допринос успостављању европске инфраструктуре геопросторних података.
РГЗ је од марта 2002. године члан организације European Position Determination System - EUROS, коју чине 18 европских држава (2012) са циљем да се успоставе компатибилни системи европских DGNSS референтних страница.

### Европско удружење геодета
Европско удружење геодета (Council of European Geodetic Surveyors - CLGE), чији је Републички геодетски завод члан од 2012. године, броји 36 земаља чланица са преко 50 000 геодетских стручњака. Основни циљ удружења је представљање и промовисање геодетске струке у Европи.

### 
РГЗ учествује од марта 2011. године у реализацији међународног пројекта Global Mapping уз подршку Јапанске агенције за међународну сарадњу. До августа 2012. године за подручје територије Републике Србије РГЗ је прикупио податке и израдио четири тематска векторска слоја (саобраћај, границе, хидрографија и насеља) и један тематски растерски слој (земљишни покривач) који су укључени у Global Map Србије за размеру 1:1 000 000.